# Дорба Іван Васильович
Іван Васильович Дорба (справжнє ім'я та прізвище — Володимир Дмитрович Чеботаєв) (25 січня 1906 р., с. Бандурівка Олександрійського району Кіровоградської області —1998 р.) — російський письменник українського походження, перекладач з української та балканських мов, радянський розвідник (шпигун), особа з кількома суперечливими одна одній біографіями1.

## Перші роки життя
Перші роки життя
Володимир Дмитрович Чеботаєв (із таким ім'ям та прізвищем письменник Іван Васильович Дорба жив до кінця 1941 року) народився 25 січня 1906 р. (за іншими даними, у самому кінці 1905 р.) в дворянській родині Чеботарьових в селі Бандуровка Олександрійського повіту Херсонської губернії (нині Олександрійський район Кіровоградської області). Його батько Дмитро Федорович помер незадовго до Першої світової війни. Мати Євгенія Борисівна (до шлюбу Тараненко) тривалий час жила в Єлисаветграді, де і пройшло дитинство Володимира та перші роки навчання.
В 1920 році вся сім'я Чеботарьових емігрувала спочатку до Туреччини, а потім — до новоствореної Югославії, де в ті роки перебувало багато т. зв. білоемігрантів. В Югославії Володимир Чеботаєв, за одними даними, 5 років навчався в емігрантському Донському козачому кадетському корпусі (закінчив у 1927 р.), за іншими — в Кримському козачому корпусі2, потім закінчив Белградський університет, після якого два роки працював інженером-геодезистом, а з 1938 року робив у вітчима у м'ясній лавці.

## Шпигунська діяльність під час Другої Світової війни
Добре володіючи французькою, німецькою та сербською мовами, Володимир Чеботаєв вступив у зносини з представниками з російського емігрантського середовища, долучився до політичної діяльності, зокрема, вступив до Національно-трудового союзу нового покоління (НТСНП). На початку нацистської окупації Франції опинився в Парижі, де долучився до французького руху Опору, а також російського Опору. Вів життя подвійного агента в ролі начальника контррозвідки. Почав брати активну участь спочатку у французькому, а потім в російському русі Супротиву, який боровся проти нацистів. На початку Другої світової війни почав вести подвійну гру з німецьким Абвером, отримавши за сприяння НТСНП документів на ім'я Івана Івасильовича Дорби та переїхавши до Берліну.
На боці нацистів вербував радянських військовополонених, створюючи з них загони для боротьби проти більшовиків на території СРСР. Наприкінці 1941 року опинився в окупованій нацистами частині СРСР (мм. Смоленськ і Вітебськ), після чого, за однією версію добровільно перейшов на бік радянської влади, перебравшись за допомогою партизан через лінію фронту з цінними документами. За іншою версією, був схоплений та перевербований радянською контррозвідкою, після чого був спочатку зарахований в військовий запас, з квітня 1942 р. за документами рахувався командиром взводу 85-го окремого саперного батальйону (за іншими даними — загону снайперів). В жовтні 1942 р. був важко контужений, після лікування зарахований перекладачем розвідувального відділу штабу 2-го Прибалтійського фронту.
Невдовзі після війни вже як Іван Івасильович Дорба був заарештований «СМЕРШем», але через певний час був звільнений. Переїхав до Москви, де одружився та почав нове, літературне життя.

## Літературна діяльність
Наприкінці 1940-х став працювати художнім перекладачем на замовлення Держліту (Державне видавництво художньої літератури, м. Москва). Володіючи українською мовою, в 1949 р. зробив переклад листів Лесі Українки на російську мову. В 1950 р. вийшов третій том творів Лесі Українки в перекладі Івана Дорби, потім вийшли переклади Панаса Мирного, Михайла Коцюбинського, Степана Васильченка, в 1955 р. роман «Вершники» Юрія Яновського. В перекладі Івана Дорби на російську мову були перекладені українські радянські письменники Петро Панч, Семен Скляренко, Юліан Опільский
Володіючи сербською мовою, Іван Дорба став одним з провідних перекладачів письменників-класиків Югославії — Стевана Сремаца, Іво Чипіко, Мілоша Црнянського, Михайла Лалича, Сімо Матавуля, Мирослава Крлежи.
В 1981 р. вийшов на літературну сцену як автор, коли видавництво ЦК ВЛКСМ «Молода гвардія» в серії «Стріла» випустило перший роман Івана Дорби «Білі тіні». Дія роману розгортається на Балканах в 20-30-х рр. ХХ століття, головний герой — радянський шпигун (розвідник) в середовищі білоемігрантів. Перший наклад в 100.000 примірників був проданий в мінімальні строки. Для задоволення читацького попиту був випущений додатковий випуск роману в літературному часописі «Роман-газета». За роман «Білі тіні», котрий був потім неодноразово перевиданий, Іван Дорба був удостоєний літературної премії КДБ СРСР. В 1983 р. письменник видав ще один роман «Під опущеним забралом», в продовження теми радянської розвідки в середовищі білої еміграції на Балканах. В середовищі білоемігрантів та їхніх нащадків за кордоном СРСР романи були сприйняті вкрай негативно, як наклепницькі. Згодом Іван Дорба видав ще два романи — «Загадки Стамбула» (1986) та «Дар медузи» (1986).

## Цікаві факти
В селі Бандурівка, де народився Володимир Чеботаєв/Іван Дорба, зберігся родинний маєток Чеботарьових, в якій на даний час знаходиться лікарня3.